# Raymond Burns
Raymond Burns (Bandridge, 10 augustus 1973) is een golfprofessional uit Noord-Ierland.

## Amateur
In zijn geboortedorp is een 9-holes golfbaan, waar Burns al op jonge leeftijd veel uren doorbrengt. Als amateur heeft hij alle vijf 'Boys' titels gewonnen, en meegespeeld in de Walker Cup en de Eisenhower Trophy. 

#### Teams
- Eisenhower Trophy namens Groots Brittannië en Ierland: 1992
- Walker Cup: 1993

## Professional
In 1993 wordt hij professional, en probeert op de Tour School een kaart voor de Europese Tour'94 te bemachigen. Dit lukt niet, maar in 1994 wint hij de Order of Merit van de Challenge Tour. Daarnaast wint hij dat jaar de Karsten Ping Norwegian Challenge en de Club Med Trophy.
In 1995, 1996 en 1997 eindigt hij in de top-100 van de Europese Tour. 
Hij is verbonden aan de Newlands Golfclub buiten Dublin.

### Gewonnen
- 1994: Karsten Ping Norwegian Challenge, Club Med Trophy